# Domatówko
Domatówko (deutsch Klein Dommatau, 1942–1945 Kleindommatau; kaschubisch Domôtówkò) ist ein Dorf in der Landgemeinde Puck im Kreis Puck in der polnischen Woiwodschaft Pommern.

## Geographische Lage
Das Dorf liegt westlich der Stadt Puck im südwestlichen Bereich der Landgemeinde Puck. Unweit westlich verläuft die Droga wojewódzka 218. 

## Persönlichkeiten

### Söhne und Töchter
- Władysław Szymanski (1901–1940), Priester, Religionslehrer und Märtyrer der katholischen Kirche.